# Municipio de Percy
El municipio de Percy (en inglés, Percy Township) es un municipio del condado de Kittson, Minnesota, Estados Unidos. Tiene una población estimada, a mediados de 2022, de 37 habitantes.
Abarca una zona exclusivamente rural.

## Geografía
Está ubicado en las coordenadas 48°46′11″N 96°36′13″O / 48.76972, -96.60361 (48.769619, -96.603622). Según la Oficina del Censo, tiene una superficie total de 91.5 km², de los cuales 90.2 km² corresponden a tierra firme y 1.4 km² están cubiertos de agua.

## Demografía
Según el censo de 2020, en ese momento había 38 personas residiendo en la zona. La densidad de población era de 0.4 hab./km². El 97.37 % de los habitantes eran blancos y el 2.63% era asiático. No había hispanos o latinos residiendo en la región.